# 211. Infanterie-Division (Deutsches Kaiserreich)
Die 211. Infanterie-Division war ein Großverband der Preußischen Armee im Ersten Weltkrieg.

## Geschichte
Die Division wurde am 8. September 1916 aufgestellt. In der folgenden Woche wurde sie durch die Oberste Heeresleitung in Reserve gehalten. Danach wurde der Verband an die Westfront verlegt, um an der Abwehr der alliierten Offensive an der Somme teilzunehmen. Die Division erhielt am 8. November einen neuen Gefechtsauftrag, nach dem sie an die Aisne verlegt wurde, wo der Verband bis zum 27. Mai 1917 blieb. Während dieser Zeit nahm sie im Zuge der alliierten Frühjahrsoffensive 1917 vom 6. April bis zum 27. Mai an der Schlacht an der Aisne teil. Danach war die Division an Stellungskämpfen am Chemin des Dames vom 28. Mai bis 23. Oktober sowie an Nachhutkämpfen an und südlich der Ailette vom 24. Oktober bis zum 2. November beteiligt. Mit dem 3. November musste sich der Verband in den Norden der Ailette zurückziehen, wo es erneut Stellungsgefechte gab, die bis zum 20. März 1918 andauerten. Gemäß dem neuen Kampfauftrag wurde die Division ab dem 21. März angewiesen, an der Deutschen Frühjahrsoffensive teilzunehmen. Im Zuge dieser erfolgte am 8. und 9. April der Sturm auf Coucy le Chateau und die Verfolgung bis zum Oise-Aisne-Kanal. Ab dem folgenden Tag nahm der Verband an erneuten Stellungskämpfen teil, welche bis zum 26. Mai dauerten. Einen Tag danach begann die Schlacht bei Soissons und Reims, die 17 Tage andauerte. Der nächste Kampfauftrag war die Beteiligung an Stellungsgefechten zwischen Oise, Aisne und Marne, die bis zum 4. Juli anhielten. Dann begannen westlich von Soissons 12-tägige Kämpfe um die Stellungen in diesem Raum. Ab dem 18. Juli kämpfte die Division in der Abwehrschlacht zwischen Soisoons und Reims, die eine Woche andauerte. Der letzte Gefechtsauftrag des Verbandes war die Verteidigung beim Rückzug von der Marne zur Vesle vom 26. Juli bis zum 3. August 1918. Am 8. August 1918 erfolgte die Auflösung der Division.

## Gefechtskalender

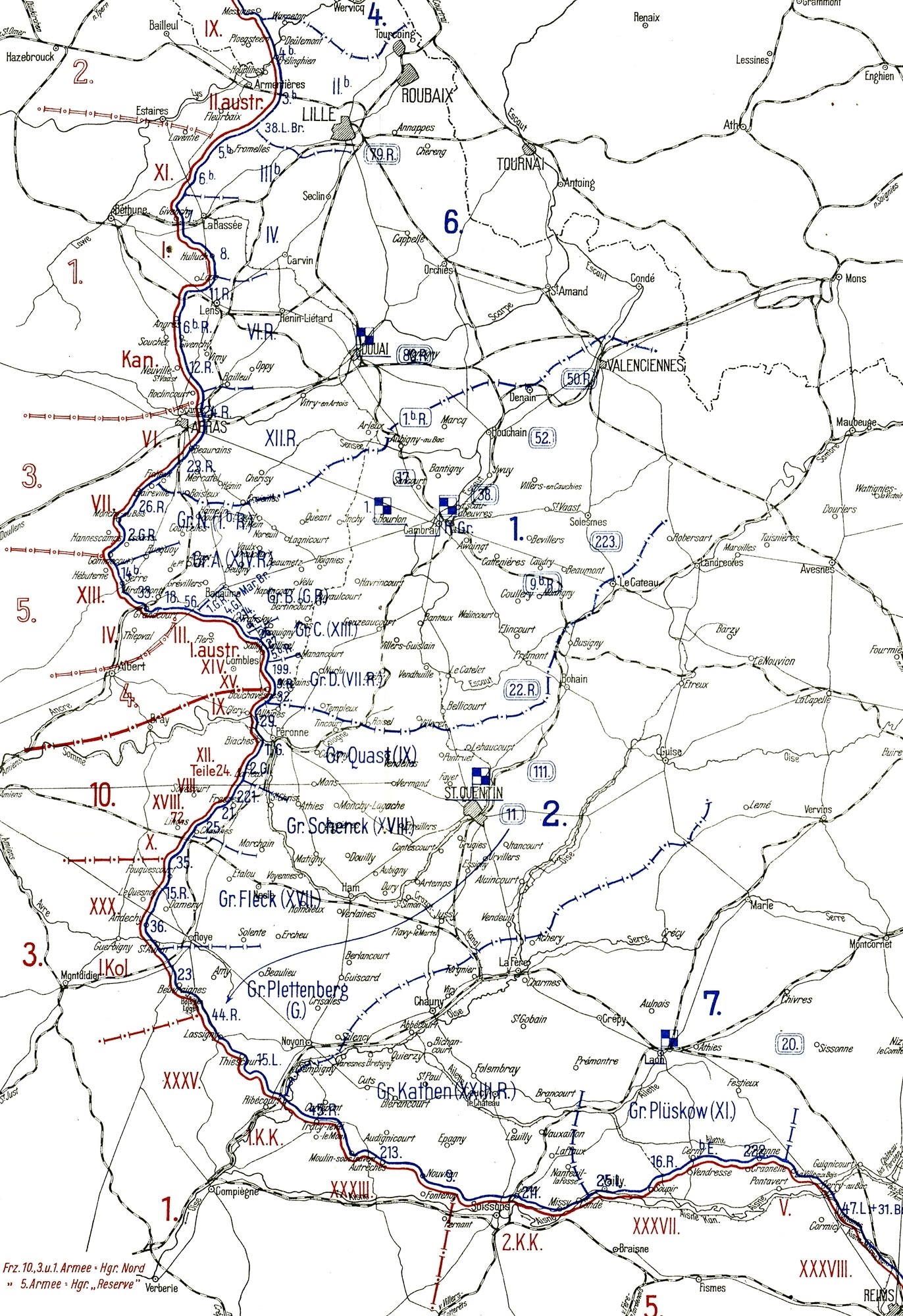
Die Lage am 1. Januar 1917. Die Division (Gruppe Kathen) in den Stellungen an der Aisne.

### 1916
- 09. bis 16. September – Reserve der OHL
- 16. September bis 7. November – Schlacht an der Somme
- ab 8. November – Kämpfe an der Aisne

### 1917
- bis 14. März – Kämpfe an der Aisne
- 15. März bis 5. April – Stellungskämpfe an der Aisne
- 06. April bis 27. Mai – Doppelschlacht an der Aisne und in der Champagne
- 28. Mai bis 23. Oktober – Stellungskämpfe am Chemin des Dames
- 24. Oktober bis 2. November – Nachhutkämpfe an und südlich der Ailette
- ab 3. November – Stellungskämpfe nördlich der Ailette

### 1918
- bis 20. März – Stellungskämpfe nördlich der Ailette
- 21. März bis 6. April – Große Schlacht in Frankreich
- 08. bis 9. April – Sturm auf Coucy le Chateau und Verfolgung bis zum Oise-Aisne-Kanal
- 10. April bis 26. Mai – Stellungskämpfe nördlich der Ailette
- 27. Mai bis 13. Juni – Schlacht bei Soissons und Reims
- 14. Juni bis 4. Juli – Stellungskämpfe zwischen Oise, Aisne und Marne
- 05. bis 17. Juli – Stellungskämpfe westlich Soissons
- 18. bis 25. Juli – Abwehrschlacht zwischen Soisoons und Reims
- 26. Juli bis 3. August – Bewegliche Abwehrschlacht zwischen Marne und Vesle
- 08. August 1918 – Auflösung der Division

## Gliederung

### Kriegsgliederung vom 29. März 1918
- 211. Infanterie-Brigade
  - Infanterie-Regiment „Prinz Louis Ferdinand von Preußen“ (2. Magdeburgisches) Nr. 27
  - Reserve-Infanterie-Regiment Nr. 75
  - Infanterie-Regiment Nr. 390
  - 1. Eskadron/Ulanen-Regiment „von Katzler“ (Schlesisches) Nr. 2
- Artillerie-Kommandeur Nr. 211
  - Feldartillerie-Regiment 269
- Pionier-Bataillon Nr. 211
- Divisions-Nachrichten-Kommandeur Nr. 211

## Kommandeure
| Dienstgrad   | Name              | Datum                               |
| ------------ | ----------------- | ----------------------------------- |
| Generalmajor | Karl von Lewinski | 08. September 1916 bis 9. Juni 1918 |